# 威尔开局
威尔開局是國際象棋的一種不常见的開局方式，走法為：
1. a4
威尔开局得名于美国棋手普雷斯顿·韦尔。此位棋手经常弈出不常见的开局。威尔开局被认定为非常规开局，因此被归类于国际象棋开局百科中A00目录下。